# 卡爾·安德魯·斯帕茨
卡爾·安德魯·“圖伊”·斯帕茨（英文：Carl Andrew·“Tooey”·Spaatz，1891年6月28日—1974年7月14日），斯帕茨擁有德國血統，是第二次世界大戰的美軍將領。他曾任美國陸軍航空軍司令，二戰結束後是第一任美國空軍參謀長。

## 生平

### 第二次世界大戰
1942年1月，陸軍參謀長馬歇爾任命斯帕茨為作戰指揮航空隊司令，並晉升為臨時少將軍階。1942年5月斯帕茨成為第八航空隊司令，7月轉移到英國擔任指揮官。斯帕茨安排到歐洲戰區作為空軍總指揮，同時保留其第八航空隊司令職務。1942年9月他晉升為上校，1942年12月，隨後被分配在北非第十二航空隊司令部。1943年2月，他被任命為盟軍西北非空軍指揮官。1943年11月在義大利奉命指揮美國第十五航空隊和英國皇家空軍，1944年1月在歐洲被任命為盟軍戰略空軍司令，1943年3月斯帕茨晉升為臨時中將。
作為盟軍戰略空軍司令，指揮第八航空隊，斯帕茨制定美軍戰略轟炸德國部分地方。在英國期間，由中將詹姆斯·杜立德指揮第八航空隊，在義大利是由南森·法拉格特·特文寧中將指揮第十五航空隊。
作為在歐洲的戰略空軍司令，斯帕茨係由歐洲盟軍總司令艾森豪所任命。1944年3月，斯帕茨提出轟炸石油計畫，並在6月為了針對V-1轟炸英國，斯帕茨主張使用優先轟炸，並得到艾森豪授權，進行優先目標的轟炸。戰爭結束後，艾森豪說斯帕茨與奧馬爾·布雷德利是對盟軍歐洲勝利貢獻最大的一個美國將軍。
1945年3月11日，斯帕茨升為上將。1945年7月歐洲勝利日，他奉調到太平洋，指揮美國戰略空軍司令部在太平洋的行動，總部在關島。從這個命令，斯帕茨向日本的戰略轟炸，包括廣島和長崎的原子彈爆炸。

### 身後
1974年7月14日去世，安葬在科羅拉多州斯普林斯學院的墓地。